# Брукс, Мейбл
Дама Мейбл Брукс (урождённая — Мейбл Балкомб Эммертон) (англ. Mabel Brookes; 15 июня 1890, Виктория, Австралия — 30 апреля 1975, Мельбурн) — австралийская писательница, общественный деятель, активистка, историк, мемуарист и меценат.

## Биография
Дочь солиситора. В 1911 году вышла замуж за теннисиста Нормана Брукса, ставшего первым австралийцем, выигравшим Уимблдонский турнир (1907). Во время Первой мировой войны в 1915 году жила в Каире, где её муж работал агентом в австралийском отделении Британского Красного Креста. Помогла открыть дом для медсестёр. После того, как её мужа перевели в Месопотамию, в 1917 году вернулась в Мельбурн. Занялась литературным творчеством, написала три романа.
В 1918 году работала в комитете Королевской детской больницы, была председателем детской ортопедической больницы Франкстона, Англиканского дома младенцев и Общества по предотвращению жестокого обращения с детьми. Наиболее известна тем, что руководила госпиталем королевы Виктории с 1923 по 1970 год. Будучи её руководителем, пристроила к больнице три новых крыла. Во время Второй мировой войны передала свой дом в распоряжение Красного Креста для выздоравливающих раненых и больных и ухаживала за австралийскими и американскими офицерами, включая бывшего президента США Линдона Б. Джонсона. Была комендантом Австралийского женского авиационного учебного корпуса и работала на заводе боеприпасов в Марибирнонге .
В 1974 году опубликовала свои мемуары, в которых рассказала о событиях своей жизни и встречах с выдающимися и известными современниками.

## Избранные произведения
Романы
- Melbourne: Melville and Mullin, 1917.
- On the Knees of the Gods. Melbourne: Melville and Mullin, 1918.
- Old Desires. Melbourne: Australasian Authors Agency, 1922.

Исторические счинения
- St Helena Story. London: Heinemann, 1960.

Мемуары
- Crowded Galleries. Melbourne: Heinemann, 1956.
- Riders of Time. Melbourne: Macmillan, 1967.
- Memoirs. Melbourne: Macmillan, 1974.

За благотворительную деятельность стала командором ордена Британской империи (CBE) в 1933 году, в 1955 году стала Дамой-командором ордена Британской империи (DBE), награждена также французским орденом Почётного легиона.